# تششمة غشه (مقاطعة دلفان)
تششمة غشه (بالفارسية: چشمه گشه) هي قرية تقع في Nurabad Rural District في إيران. يقدر عدد سكانها بـ 11 نسمة بحسب إحصاء 2016.